# Roland Rainer
Pour les articles homonymes, voir Rainer.
 (mai 2014).
Si vous disposez d'ouvrages ou d'articles de référence ou si vous connaissez des sites web de qualité traitant du thème abordé ici, merci de compléter l'article en donnant les références utiles à sa vérifiabilité et en les liant à la section « Notes et références ».
Roland Rainer (né le 1er mai 1910 à Klagenfurt et mort le 10 avril 2004 à Vienne) est un architecte autrichien.

## Biographie
Roland Rainer a décidé de devenir un architecte quand il avait 18 ans, donc il a étudié à l'université technique de Vienne. Sa thèse portait sur la Karlsplatz à Vienne
Il a ensuite été appelé à travailler dans plusieurs universités : l'université technique de Berlin, l'université technique de Brunswick, le Technion et l'université technique de Munich. 
En 1953, Rainer est devenu professeur pour le logement, l'aménagement urbain et la planification de l'utilisation des terres à l'université de Hanovre. En 1954, il devient professeur d'ingénierie structurale à l'université technique de Graz, qui l'a forcé à faire la navette entre Graz et Hanovre. De 1954, Rainer a conduit le maître d'école d'architecture[Quoi ?] à l'Académie des beaux-arts de Vienne.
De 1956 à 1962, une de ses œuvres les plus importantes, la Wiener Stadthalle à Vienne, a été construit. Le 1er juillet 1958, Rainer a été chargé de l'élaboration du plan de zonage par le conseil de ville de Vienne. De 1987, Rainer a été président de la curie pour l'art de la décoration autrichien de la science et de l'art[Quoi ?]. Il était aussi un critique constant de la destruction de l'environnement et des mauvaises constructions. En 1967, il a participé à la compétition internationale pour la conception du plan d'urbanisme du district de Bratislava - Petrzalka en Slovaquie.